# Catgut

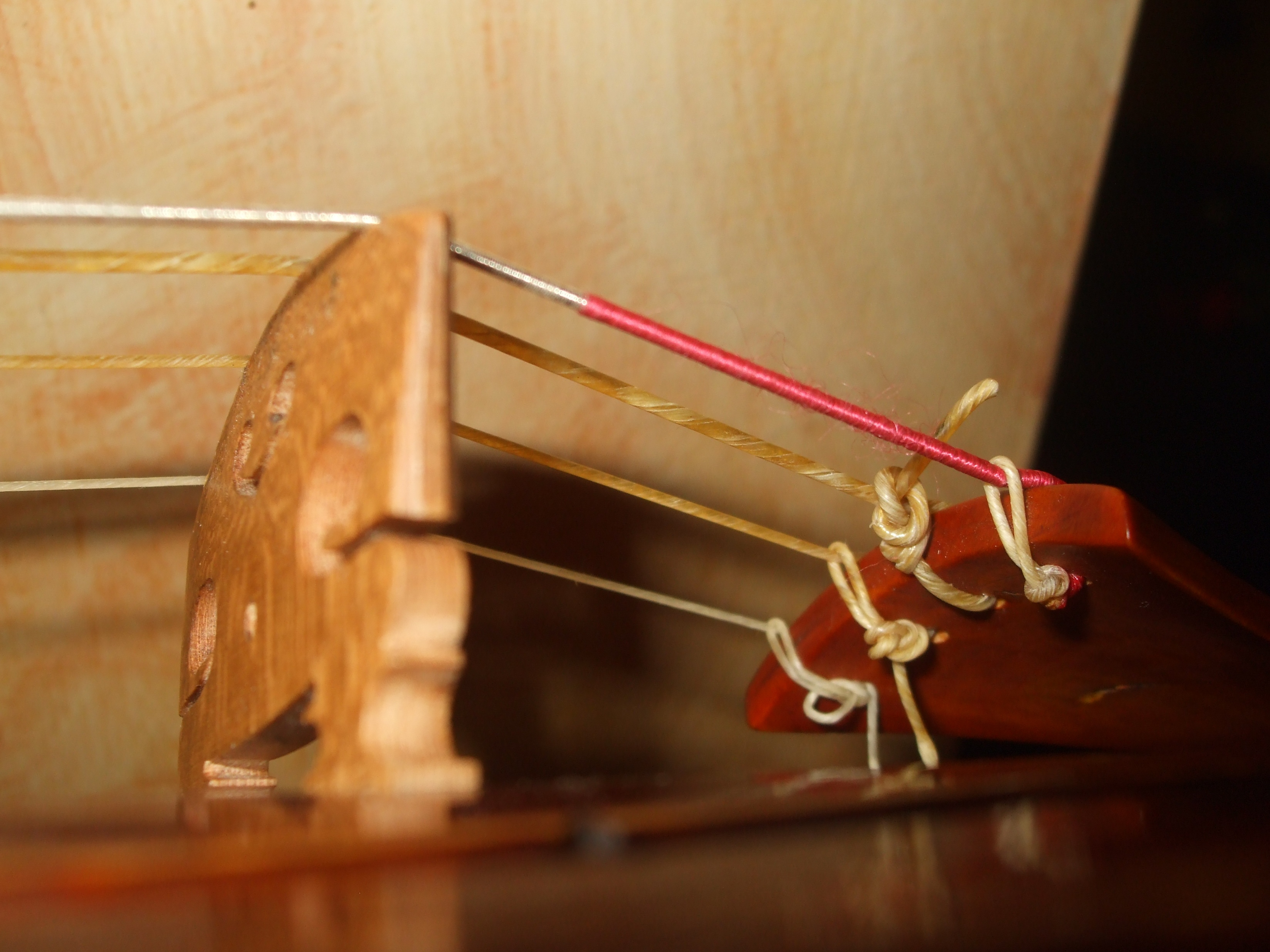
Cordes de violon en catgut.

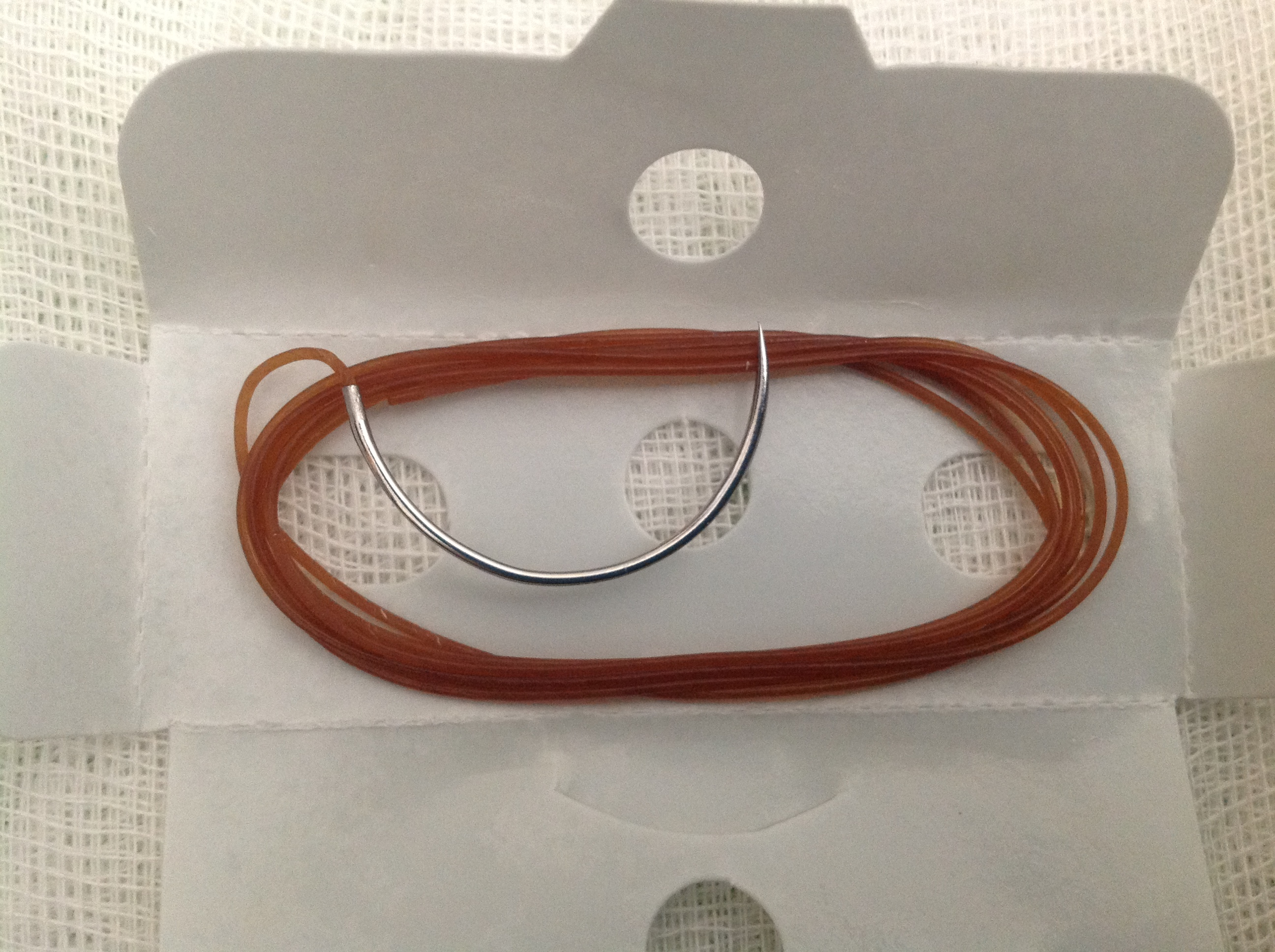
Catgut pour points de suture.

Le catgut est un terme désignant un type de fil fabriqué à base de boyaux d'origine animale, et destiné à tout une série d'utilisations : armer un arc, un instrument à cordes ou une raquette de marche ou encore de tennis. Sa finesse, sa rigidité et sa solidité, conjuguées à sa nature organique donc dégradable, lui ont également valu une utilisation dans le domaine de la chirurgie, pour réaliser des sutures et ligatures autorésorbables.

## Étymologie
L'étymologie de catgut est incertaine.
Dans une optique occidentale, il est généralement admis qu'il s'agit de la contraction des mots anglais cattle (« bétail, animaux ») et gut (« boyau »), permettant une description précise du matériel de base, un  boyau animal.
Toutefois, une partie des chercheurs défend une tout aussi plausible origine du mot à la langue arabe, kit désignant un type d'un instruments à cordes, et par extension, les violons ; kitgut en désignant les cordes,.
En revanche, les uns et les autres, soutenus par un facteur médical crucial, s'accordent pour démentir tout lien avec les boyaux de chats (cat en anglais, kit en arabe).

## Origine
L’utilisation des boyaux animaux remonte probablement au paléolithique.
Toutefois, on sait que l’utilisation du catgut en chirurgie aurait été mise au point en même temps que le procédé de ligature des artères (généralement lors d’une amputation) par le médecin Abu Al-Qasim au Xe siècle.

## Utilisations
Le recours aux boyaux dans la fabrication de fils et cordelettes pour des usages multiples est attesté dès la Préhistoire et perdure : 
Mobilité : des cordelettes à base de boyaux tendent les raquettes de marche de peuplades anciennes comme celle des inuits.
Chasse / Armement : leur robustesse est mise à contribution depuis l'Antiquité pour tendre les arcs, et autres armes de jet.
Technique : ses qualités permettant de décupler les forces en application des lois de la physique, on retrouve le catgut dans des applications mécaniques comme les techniques de levage notamment dans l'industrie du bois[réf. nécessaire]. En raison de sa résistance, ce matériau fut également utilisé dans l'horlogerie pour la suspension des poids. Bien que des matériaux synthétiques aient été développés, plus longtemps résistants à l'usure, les cordes en catgut sont encore utilisées dans la restauration fidèle de pièces de valeur.
Musique : le catgut est utilisé également depuis l'Antiquité pour fabriquer les cordes de toute sorte d'instruments à cordes, lyre, harpe, violon, ou encore guitare. Aujourd'hui encore, l'Italie est réputée pour ses cordes dites « cordes romanes ».
Sports : les premières raquettes de squash, badminton, tennis avaient des cordes en catgut.
Médecine humaine et vétérinaire : le catgut désigne un type de fil destiné à réaliser des sutures et ligatures et ayant la vertu d'être résorbable : se désagrégeant, il ne nécessite donc pas d'intervention post-opératoire que requièrent les matériaux non résorbables. Il est intéressant de noter que la médecine occidentale utilise tant le terme de catgut, que ceux plus triviaux mais tout aussi pertinents de "boyau de chat", "corde à boyau" ou encore "corde à violon". La première évocation de l'emploi de cordes en boyau de mouton dans la suture de plaies est faite par Galien au IIe siècle apr. J.-C. Le recours au collagène d'origine bovine date du XIXe siècle. Avec la mise au point de catgut de synthèse par l'industrie pharmaceutique, l'utilisation de catgut d'origine animale dans un contexte médical est interdite en France depuis un arrêté en date du 31 août 2001.

## Fabrication
En 1941, la Seconde Guerre mondiale laissant augurer un grand besoin en fil de suture et de ligature, le journal La Croix consacra un long article au Catgut intitulé "LE CATGUT, matériel pour sutures chirurgicales" décrivant assez précisément non seulement la fabrication mais aussi la raison du choix des boyaux de moutons et décrivant le processus :   

### Spécificités du boyau de mouton
L'intestin du mouton est caractérisé par son étonnante longueur, son moindre diamètre et un tissu de soutien conjonctif extrêmement résistant.
Les chercheurs de la fin du XIXe siècle ont expérimenté pour un usage médical avec les longs tendons des queues des chats et des autres félins comme de celles des Kangourous. Les boyaux de bovins, d'équidés ou de chats peuvent aussi entrer dans la fabrication de catgut, principalement à destination des instruments de musique ou outils.

### Fabrication
Le procédé de fabrication a été perfectionné par le scientifique Joseph Lister (1827-1912), médecin britannique considéré comme le "père de la chirurgie antiseptique". Lister cherchait une substance qui puisse, pour en favoriser la cicatrisation, se fondre dans les chairs voire être résorbée. C'est pourquoi il expérimenta avec une matière organique : celle des cordes d'instruments de musique. Il les soumit préalablement à une préparation anti-fermenticide, afin de maîtriser les risques d'infection. Il mit au point le catgut phéniqué, dont les résultats furent tels qu'il fut tout aussi utilisé que les "crins de Florence", obtenus en manipulant l'appareil séricigène du ver à soie.
La fabrication de catgut naturel reste artisanale.
Les boyaux doivent être prélevés immédiatement après l'abattage de l'animal, afin de pouvoir en tirer les meilleures qualités, notamment en longueur et en résistance. La partie utilisée est l'intestin grêle. Il convient d'abord de le laver, afin de le débarrasser de son contenu et de la graisse qu'il comprend, et être plongé dans l'eau pendant quelque temps, après quoi leur membrane extérieure peut être rabotée avec une lame émoussée. avant de le diviser. La lumière du boyau n'étant pas uniforme, l'opération produit donc deux moitiés différentes. La plus épaisse sera affectée à la fabrication de gros catguts, l'autre à celle des catguts plus fins. Chaque partie est ensuite immergée dans une solution dont la composition donnera au catgut les qualités requises par l'usage auquel il est destiné : souplesse, solidité, résistance, etc. Dans le cas d'un usage médical, à cette étape s'ajoute un procédé de désinfection notamment grâce aux vapeurs d'un bain de sulfure bouillonnant.
Le catgut est alors trié selon la circonférence, divisé en brins d'environ 1,25 mètre à 2 mètres lesquels sont ensuite calibrés sur toute leur longueur. À l'issue de ces opérations, la corde est une nouvelle fois soumise à un processus de désinfection. Il est d'usage de procéder lors de cette étape à une teinture des brins, qui permettra d'en reconnaitre la consistance, la taille, plus généralement, la destination. Les brins peuvent être assemblés pour former des cordes plus robustes encore et de diverses épaisseurs.
La dernière étape consiste à enrouler le brin de catgut sur une bobine. Le tout sera immergé dans une solution antiseptique, et prêt pour l'emploi.

### Mécanisme
Les filaments de catgut, appliqués à une plaie se décomposent en quelques jours sous l'effet des enzymes de l'organisme traité. Ainsi, ils n'ont pas besoin d'être tirés à l'occasion d'une intervention post opératoire.
Il aurait été observé que les animaux maigres et malades donnent les meilleurs intestins[réf. nécessaire].
Introduit dans l'organisme, la corde en catgut va y jouer le rôle d'un corps étranger : il va stimuler les réactions de défense de l'organisme, notamment sous forme d'intervention des globules blancs. L'action de ces derniers est de s'immiscer entre les bords de la plaie et de pénétrer dans la masse du catgut, constitué par des fibres et des cellules conjonctives c'est-à-dire étroitement accolées. Les globules, très actifs, dilacèrent les cellules et les fibres provoquant une nouvelle réaction : la constitution d'un nouveau tissu de chair.
La cicatrisation et la résorption du catgut s'effectue selon un rythme variable d'un individu à l'autre, de quinze jours à cinq, six semaines ou plus. Ces différences tiennent essentiellement au terrain, à la nature des plaies. Chez un cancéreux, par exemple, la cicatrisation se fait très mal. Pour parer à l'inconvénient d'une disparition trop rapide du matériel de suture ou de sa perte de résistance précoce, les producteurs ont développé des fils de catgut naturel traités pour ralentir cette résorption. Ainsi trouvait-on sur le marché au XXe siècle du catgut dont la résorption s'opérait en 20 jours, 30 jours, etc.
Le catgut eut ses défenseurs et ses détracteurs. Il n'en eut pas moins d'excellents résultats, notamment pendant la seconde guerre mondiale.

## Anecdotes
- Une croyance populaire assimile catgut au kitgut irlandais, composé de kit et de gut et de sa variante kitstring, de kit et de string, jouant sur le double sens de kit signifiant à la fois kitten (« chat ») et fiddle (« violon »), soit « boyau de chat » ou corde de violon.
- Une interprétation méconnaissant tant la composition que la fabrication du catgut affirme de manière récurrente qu'il s'agit de boyaux de chat, cat en anglais[13].